# Conrad Majestic Las Vegas
Conrad Majestic Las Vegas fue un proyecto de rascacielos que se hubiese ubicado en la ciudad de Las Vegas, Nevada. Hubiese tenido 55 pisos y una altura de 200 metros (655 pies). Paul Steelman Design Group diseñó el edificio, que tendrá 696 condo hotel, y 216 habitaciones de hotel y 76 condominios residenciales por Waldorf Astoria.